# Četvrt
Četvrt je stara ruska enota za prostornino. Enaka je dvem osminam oziroma 209,91 litra.    